# レイクサイド校

Lakeside School's Upper Campus

レイクサイド校（-こう、Lakeside_School）は、ワシントン州シアトルにあるグレード ５（日本でいう小学五年生）からグレード 12 （日本でいう高校三年生）向けのエリート私立学校、インディペンデント・スクールである。 
2021 年の時点で、学校評価のウェブサイト Niche は、レイクサイド スクールをワシントン州で最高の私立高校、米国で 23 番目に優れた私立高校にランク付けしている。

## 概要
本校のすべてのコースは大学準備コースであり、APプログラムは提供されていないが、大部分はAPプログラムのカリキュラムの精度を満たしているか、それを上回っている。 特進コースは、科学と数学でのみ利用できる。 卒業要件には、2年間の芸術、4年間の英語、3年間の歴史、3年間の外国語 (中国語、フランス語、スペイン語、ラテン語)若しくは2年間の2つの外国語、3年間の数学、2年間の数学が含まれます。 体育の学士号、および科学の2年間。 さらに、学生は卒業前に 1週間の野外教育に参加し、80 時間 (学生 1 人当たり平均146時間) のボランティア活動を行う必要があり、そのうち少なくとも60時間はキャンパス外である必要がある。
通常、学生の 100% が 4 年制大学に進学し、卒業生の 88% は州外に住所を置く。

## 歴史
レイクサイド校は、1919 年、Frank G. Moranによって ワシントン湖 のほとりにあるモランレイクサイド校としてシアトルのデニー ブレイン地区に設立された。当初、この学校はMoranのもう 1 つの学校である、ピュージェット サウンド海軍兵学校近くの ベインブリッジ島に於いて生徒を養うことを目的としていた。

## 学校生活
レイクサイド校には、学生が始めて主導するクラブが多く存在する。 その他 学生生活の側面には、BSU (Black Student Union)、GLOW (ゲイレズビアンまたは何でも、ゲイストレートアライアンスクラブ)、LAPS(レイクサイドアジア/太平洋諸島学生)、MIXEDなどのアフィニティ・グループが含まれる。 EXperiencing and Encourageing Diversity、および LATISPA (ラテンアメリカの学生のためのサポート ネットワーク)。クラブの数と性質は、生徒の興味の変化に応じて毎年変化する。

## 陸上競技
大規模なものでは、ゴルフ、フットボール、サッカー、バレーボール、クルー、レスリング、野球、バスケットボール、テニス、水泳、ダイビング クロスカントリー、陸上競技、ストレングアンドコンディショニングのプログラムが提供されている。近年、男子の水泳部は チームは、2011-2012 シーズンと 2012-2013 シーズンで 3A WIAA 州選手権を獲得した。また、2013 ～ 2014 年の男子サッカーチームは、3A部門で WIAA 州チャンピオンシップを獲得した。2014 年の女子水泳チームは、学校史上初めて 3A WIAA 州選手権で優勝し、2015 年の州選手権でも優勝した。 2016 年のバレーボール チームは、学校史上初めて 3A WIAA 州選手権で優勝した。 2021 年の女子サッカー チームは、2003 年以来初めて 3A WIAA 州選手権で優勝した。

## 伝統
レイクサイド校には、メーデー (学生自治会主催) の集会、ダンス、アート フェストなど、多くの古典的な伝統や特別なイベントが存在する。
新しい伝統には、助言と定期的な対話がある。 諮問グループは週に数回会合を持ち、学生同士や教員アドバイザーとのつながりを築く場所である。 定期的な対話は、すべての高校生に機会を与える伝統で、訓練を受けたファシリテーターと小グループで、人種、宗教、性別などの話題について話し合う。
レイクサイド校には、伝統的な募金イベントもある。 ROAR (Raising Our Allocation Resources) は、レイクサイド コミュニティの年次祝賀会であり、保護者および保護者協会の主要な募金活動で、1950 年以来、年に1度か2度開催されているルメージセールも、コミュニティに販売される中古品の寄付を通じて、学校の運営資金を集めている。

## 卒業生
- ウィルバー・ヒューストン, （1929年卒業), 航空宇宙工学者[9]
- アダム・ウェスト (1946年卒業), アメリカの映画俳優で、1960年代のテレビシリーズでバットマンのオリジナルの役割を演じた
- ブース・ガードナー, (1954年卒業)、元ワシントン州知事[10]
- クレイグ・マッコウ (1967年卒業), McCaw Cellular (現在は AT&T Mobility の一部) と Clearwire Corporation の創設者
- トア・セイドラー, (1968年卒業), 「A Rat's Tale」、「Mean Margaret」、「Gully's Travels」の著者[11]
- フレデリック・モール (1969年卒業), Intuitive Surgical、Hansen Medical、Mako Surgical の共同創設者,[12] Auris Surgical Robots.
- ポール・アレン (1971年卒業), Microsoft と Vulcan Inc の共同創設者
- リック・ウェイランド（1971年卒業), コンピューター ソフトウェアのパイオニア、プログラマー、LGBT の慈善家
- ビル・ゲイツ (1973年卒業),マイクロソフトとビル&メリンダ・ゲイツ財団の創設者 [13][14]
- マリア・アイテル (1980年卒業),ナイcキ財団初代会長[15][16]
- アニー・レオナルド, (1982年卒業),グリーンピースUSA事務局長 [17]
- クリストファー・ミラー(1993年卒業)アメリカの映画及びテレビの脚本家、プロデューサー、監督、俳優のデュオ
- セス・ゴードン, （1994年卒業), アメリカの映画監督、プロデューサー、脚本家、映画編集者 (The King of Kong: A Fistful of Quarters、Four Christmases、Freakonomics、Horrible Bosses、Undefeated、Identity Thief、Baywatch).[18]
- マージョリー・リュー, (1996年卒業),著者およびコミック ライター (Monstress、NYX、X-23、Dark Wolverine、Astonishing X-Men)
- ダンカン・アトウッド,1980年と1984年のオリンピックに出場したやり投げ選手.[19]
- フレディ・ウォン, (2004年卒業),映画製作者、ミュージシャン、VFX アーティスト、競技ゲーマー [20]
- ダン・カン, (2005年卒業),起業家であり、Cruise Automation の創設者兼 COO (General Motors が 10 億ドルで買収) [21]
- ロイス・デイビット, (2017年卒業),マルチプラチナ音楽プロデューサー [22]
- ローレン・セリグ (1994年卒業), 映画プロデューサー
- コービン・キャロル, (2019年卒業), バスケットボール選手